# 香芹醇
香芹醇（英语：Carveol），也叫葛缕醇，是一种天然不饱和单环单萜醇，是留兰香精油的成分，呈顺式-(−)-香芹醇形式。它是一种无色液体，可溶于油，但不溶于水，具有类似于留兰香和香菜的气味和味道。因此，它被用作化妆品中的香料和食品工业中的风味添加剂。
已发现它具有对乳癌的化学预防作用。
α-反式-二羟基衍生物，(1R,2R,6S)-3-甲基-6-(丙-1-烯-2-基)环己-3-烯-1,2-二醇，在动物模型中具有有效的抗帕金森病活性。